# De' ä fult att göra miljonkupper
De' ä fult att göra miljonkupper (engelska: Rotten to the Core) är en brittisk kuppfilm från 1965 i regi av John Boulting.

## Handling
"Hertigen" försöker lura sina kumpaner på sina andelar i bytet från kuppen de just suttit av sina straff för. De upptäcker snart att han har en ny kupp på gång.

## Rollista i urval
- Anton Rodgers - "Hertigen"
- Eric Sykes - Hunt
- Ian Bannen - Vine
- Dudley Sutton - Jelly
- Kenneth Griffith - Lenny
- Charlotte Rampling - Sara
- Victor Maddern - Anxious O'Toole
- Thorley Walters - Preston
- Avis Bunnage - grevinnan de Wett
- Peter Vaughan - sir Henry
- Raymond Huntley - fängelsedirektören
- Richard Coleman - kommissarie Hewlett